# Scott Neyedli
Scott Neyedli, né le 16 juin 1978 à Aberdeen est un triathlète professionnel écossais, vainqueur sur distance Ironman 70.3.

## Palmarès
Le tableau présente les résultats les plus significatifs (podium) obtenus sur le circuit national et international de triathlon depuis 2007,.
| Année | Compétition                                             | Pays        | Position          | Temps           |
| ----- | ------------------------------------------------------- | ----------- | ----------------- | --------------- |
| 2013  | Ironman Pays-de-Galles                                  | Royaume-Uni | Médaille d'or     | 9 h 9 min 10 s  |
| 2013  | Championnats britanniques de triathlon moyenne distance | Royaume-Uni | Médaille d'or     | Timing          |
| 2010  | Ironman Australie                                       | Australie   | Médaille d'argent | 8 h 27 min 58 s |
| 2010  | Championnats écossais de triathlon                      | Écosse      | Médaille d'or     | Timing          |
| 2009  | Ironman Western Australie                               | Australie   | Médaille d'argent | 8 h 17 min 47 s |
| 2008  | Ironman Royaume-Uni                                     | Royaume-Uni | Médaille d'argent | 9 h 4 min 30 s  |
| 2007  | Ironman Royaume-Uni                                     | Royaume-Uni | Médaille d'or     | 8 h 35 min 53 s |
| 2007  | Championnats écossais de triathlon                      | Écosse      | Médaille d'or     | Timing          |